# 私のシてくれないフェロモン彼氏
『私のシてくれないフェロモン彼氏』（わたしのシてくれないフェロモンかれし）は、2022年11月16日（15日深夜）より2023年1月18日（17日深夜）までTBSテレビの深夜ドラマ枠「ドラマストリーム」にて放送されたテレビドラマ。主演は島崎遥香。

## キャスト

### 主要人物
水川黎（みずかわ れい）
演 - 島崎遥香
本作の主人公。不動産会社での勤務を経て、友人と共にアートのサブスク会社を起業している。
有馬柊人（ありま しゅうと）
演 - 渡邊圭祐
黎の彼氏。フリーカメラマン。性的なことにあまり関心がない。

### 周辺人物
大河内衛（おおこうち まもる）
演 - 堀井新太
黎と一緒に起業した男友達。大学時代のバイト仲間。「未来永劫人畜無害」な人物。
桃井美織（ももい みおり）
演 - 森カンナ
黎の親友で「恋の師匠」。アートのサブスク会社「アートレンタル・エシェア」の社長。
榊原ひとみ（さかきばら ひとみ）
演 - 中田青渚
柊人の大学の後輩。「フェロモン女」。柊人にはフェロモン攻撃が全く効かず、5年間片想いのまま。
南俊基（みなみ としき）
演 - 本田康祐（OWV）
フリーWEBディレクター。
才原陽平（さいはら ようへい）
演 - 長友郁真
フリーのイラストレーター。
佐藤春菜（さとう はるな）
演 - 久田莉子
フリーのアプリデザイナー。

### ゲスト

#### ep.2
蜷川圭吾
演 - 田村健太郎
デトックスリゾートのオーナー。黎の元カレ。
蜷川早希
演 - 呉城久美
圭吾の妻。
平真太郎
演 - 神尾楓珠（写真出演）
アートレンタル・エシェアに連絡してきたアーティスト。

#### ep.6
拓也（たくや）
演 - 内藤秀一郎
女性用風俗店の男性セラピスト。

#### ep.7
有馬美智子（ありま みちこ）
演 - 渡辺真起子
柊人の母。

#### ep.8
伊坂俊介（いさか しゅんすけ）
演 - 山中聡（ep.9）
カメラマン。柊人がカメラマンを志すきっかけとなった存在。

#### ep.9
コウタ
演 - 林田洋平（ザ・マミィ）
ひとみの彼氏。

## スタッフ
- 脚本 - 舘そらみ[8]
- オープニングテーマ - 703号室「バケモノ。」（OFFICE WALKER INC.）[9]
- エンディングテーマ - Hiplin「タキシード」（Goosebumps Music）[9]
- クリエイティブスーパーバイザー・演出 - 永田琴[8]
- 演出 - 濱野大輝、髙野英治、相羽めぐみ[8]
- プロデューサー - 吉藤芽衣、大河原美奈[8]
- 配信プロデューサー - 大原拓真、今井夏木[8]
- 制作プロダクション - TBSスパークル
- 製作 - 『私のシてくれないフェロモン彼氏』製作委員会

## 放送日程
| 各話 | 放送日         | サブタイトル                                      | 演出       |
| ---- | -------------- | ------------------------------------------------- | ---------- |
| ep.1 | 2022年11月16日 | 天から舞い降りたフェロモン彼氏!の巻               | 永田琴     |
| ep.2 | 11月23日       | フェロモン彼氏とドキドキ一泊旅行!の巻             | 永田琴     |
| ep.3 | 11月30日       | フェロモン女と大修羅場!の巻                       | 濱野大輝   |
| ep.4 | 12月07日       | 禁欲プチ同棲生活、到来!?の巻                      | 濱野大輝   |
| ep.5 | 12月14日       | セックスが原因で破局ってそんなんアリ?の巻         | 髙野英治   |
| ep.6 | 12月21日       | 消えたフェロモン彼氏!性欲はアウトソーシング!?の巻 | 相羽めぐみ |
| ep.7 | 2023年01月04日 | シてくれないフェロモン彼氏と結婚!?の巻            | 髙野英治   |
| ep.8 | 01月11日       | 形勢逆転!?今スるとかなんか違う!?の巻              | 濱野大輝   |
| ep.9 | 01月18日       | 恋もセックスも前途多難なのです。の巻              | 濱野大輝   |

## 放送局
| 放送期間                       | 放送時間                     | 放送局      | 対象地域   | 備考   |
| ------------------------------ | ---------------------------- | ----------- | ---------- | ------ |
| 2022年11月16日 - 2023年1月18日 | 水曜 0:58 - 1:28（火曜深夜） | TBSテレビ   | 関東広域圏 | 製作局 |
| 2023年1月20日 - 3月17日        | 金曜 0:55 - 1:25（木曜深夜） | あいテレビ  | 愛媛県     |        |
| 2023年3月7日 - 4月25日         | 火曜 1:25 - 1:55（月曜深夜） | RKB毎日放送 | 福岡県     |        |

## ネット配信
- Paravi
  - 島崎と渡邊のスペシャルツーショットトークやメーキング映像を収録した「私のシてくれないフェロモン彼氏 behind」を配信。#1は11月1日、#2は11月4日に、#3以降は11月9日より毎週水曜日に配信（いずれも配信開始時間は12:00）[15]。
  - 11月8日より毎週火曜12:00に、ドラマ本編に地上波未公開エピソードを加えた“もっと寸止め”「限定版」を1週間独占先行配信[15]。
  - 地上波放送終了後より放送版も毎週配信。
- TVer、TBS FREE、GYAO!、Yahoo!
  - 地上波放送終了後より広告付き無料で配信（配信期間は各話1週間）[8]。

## 漫画
本作のクロスオーバー作品となる漫画『きみは今夜もシてくれない』が「マンガボックス」にて2022年10月19日より連載されている。漫画は佐倉えびが担当。ヒロインが恋人とのセックスレスに悩む展開が描かれている。